# Hemingford Grey
Hemingford Grey är en ort och civil parish i Storbritannien.   Den ligger i distriktet Huntingdonshire i grevskapet Cambridgeshire i riksdelen England, i den sydöstra delen av landet, 90 km norr om huvudstaden London. Hemingford Grey ligger 10 meter över havet och antalet invånare är 3 163.
Terrängen runt Hemingford Grey är platt. Runt Hemingford Grey är det ganska tätbefolkat, med 149 invånare per kvadratkilometer. Närmaste större samhälle är Cambridge, 19,7 km sydost om Hemingford Grey. Trakten runt Hemingford Grey består till största delen av jordbruksmark.